# Åge Lindbeck
Karl Åge Elis Lindbeck, född 6 januari 1927 i Haug i Norge, död 24 maj 2013 i Sala, var en norsk-svensk målare och tecknare. 
Lindbeck studerade vid Trondheim tekniske skole 1940–1943. Separat har han ställt ut i Uppsala, Umeå, Stockholm, Karlstad och på Wood Stock Gallery i London. Han har medverkat i ett stort antal samlingsutställningar i Sverige, Norge och övriga Europa. Hans konst är utpräglad koloristisk, ofta med en och samma färg i olika nyanser i bilden. Lindbeck är representerad vid Aguélimuseet, Umeå läns landsting och i ett flertal kommuner.  